# Дорошков Микола Олександрович
Дорошков Мико́ла Олекса́ндрович — солдат Збройних сил України.

## Короткий життєпис
Народився в селі Шимківці Збаразького району. Навчався у Теребовлянському вищому училищі культури. Взяв академвідпустку, служив за контрактом — кулеметник БМП, 24-а бригада.
8 березня 2014-го підрозділ спрямований на фронт. Дорошков бурав участь у боях за Дмитрівку, Закотне, Лиман, Лисичанськ, Лутугине, Новосвітлівку, Хрящувате, Ямпіль, аеропорт Луганська. З набоями та логістикою були великі проблеми. У бою 19 червня з 120 чоловік особового складу загинуло семеро. З 28 червня довелося протистояти не тільки терористам, а й регулярним військовим формуванням. 30 серпня разом з 80-ю бригадою аеромобільних військ знищили більшість Псковської дивізії в Луганському аеропорту, після чого відійшли.

## Нагороди
За особисту мужність і героїзм, виявлені у захисті державного суверенітету та територіальної цілісності України, вірність військовій присязі під час російсько-української війни, відзначений — нагороджений
- 27 червня 2015 року — орденом «За мужність» III ступеня.